# Franca Rame
Franca Pia Rame (Parabiago, 18 luglio 1929 – Milano, 29 maggio 2013) è stata un'attrice, drammaturga e politica italiana.

## Biografia
Originaria di Villastanza, frazione di Parabiago, di famiglia con antiche tradizioni teatrali, maggiormente legate al teatro dei burattini e delle marionette, risalenti al 1600, è stata figlia d'arte: il padre Domenico Rame era un attore e la madre Emilia Baldini fu prima maestra, poi attrice. Anche il fratello Enrico (1916-1986) intraprese la carriera di attore. Esordì nel mondo dello spettacolo appena nata: fu subito impiegata, per i ruoli da infante nelle commedie allestite dalla compagnia di giro familiare. Nel 1950, assieme a una delle sorelle, decise di prodursi nella rivista: nella stagione 1950-1951 venne scritturata nella compagnia primaria di prosa di Tino Scotti per lo spettacolo Ghe pensi mi di Marcello Marchesi, in scena al Teatro Olimpia di Milano.
Il 24 giugno 1954 sposò l'attore Dario Fo a Milano nella basilica di Sant'Ambrogio. Dall'unione il 31 marzo 1955 nacque a Roma il figlio Jacopo. Nel 1958, insieme al marito, fondò la "Compagnia Dario Fo-Franca Rame" (Fo è il regista e il drammaturgo del gruppo, Franca Rame la prima attrice e l'amministratrice) che, negli anni seguenti, avrebbe ottenuto grandissimo successo commerciale nel circuito dei teatri cittadini istituzionali.

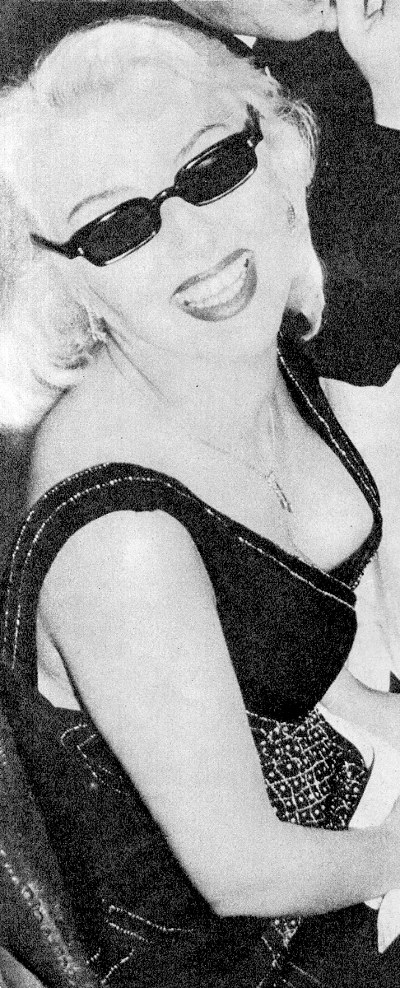
Franca Rame nel 1956

Presentò, insieme con Dario Fo, l'edizione del 1962 di Canzonissima. La Rai sottrasse la conduzione del programma a Dario Fo e Franca Rame dopo le prime sei puntate; vennero poi sostituiti da Sandra Mondaini e Tino Buazzelli. La pietra dello scandalo: uno sketch su un costruttore edile che si rifiutava di dotare di misure di sicurezza la propria azienda. La satira, sebbene espressa con battute semplici e ironiche, diede evidenza della drammaticità delle condizioni lavorative nell'edilizia (e, per estensione, in altri settori di manovalanza, allora gran parte della forza lavoro italiana) provocando proteste e polemiche. A seguito di interrogazioni parlamentari e di accesi dibattiti sulla stampa dell'epoca, Fo e Rame furono costretti a lasciare la trasmissione. La Rai addusse a giustificazione del provvedimento che toglieva ai due comici la partecipazione in televisione il fatto che, essendo al momento in corso le trattative per il rinnovo del contratto collettivo nazionale di lavoro degli edili, la Rai non poteva assumere, anche indirettamente, posizioni a favore di una delle parti, cosa che i due comici avrebbero fatto con lo sketch in questione.

### Attività politica
Nel 1968, sempre al fianco di Dario, abbracciò la contestazione sessantottina, uscì dal circuito dell'ETI, fondò il collettivo Nuova Scena dal quale, dopo aver assunto la direzione di uno dei tre gruppi in cui era diviso per rispondere alla domanda del pubblico, si separò per divergenze politico-ideologiche assieme al marito: ciò avrebbe portato alla nascita di un altro gruppo di lavoro, detto La Comune (impegnato come Nuova Scena nei circoli Arci e nei luoghi fino ad allora non deputati allo spettacolo dal vivo come, fra gli altri, le case del popolo, le fabbriche e le scuole occupate), con cui interpretò spettacoli di satira e di controinformazione politica anche molto feroci. Si ricordano almeno Morte accidentale di un anarchico e Non si paga, non si paga!.
Insieme al marito Dario Fo sostenne l'organizzazione Soccorso Rosso Militante tramite la quale, fra l'altro, si schierò in difesa di Achille Lollo, anche mediante una lettera aperta al presidente della Repubblica Giovanni Leone. Lollo era, al momento dell'intervento in suo favore da parte di Franca Rame, accusato dell'omicidio dei fratelli Mattei nel rogo di Primavalle; a quell'epoca, un'abile campagna di disinformazione e depistaggio orchestrata da Potere Operaio aveva convinto parte dell'opinione pubblica (fra cui vari intellettuali e politici di sinistra) dell'innocenza di Lollo; costui, nella sentenza di primo grado, emessa nel 1975, fu assolto per insufficienza di prove, ma la sua colpevolezza, per incendio doloso e omicidio preterintenzionale, fu poi riconosciuta (assieme a quella dei coimputati Marino Clavo e Manlio Grillo) nella sentenza d'appello, emanata nel 1986 e confermata definitivamente dalla Cassazione, e fu in seguito ammessa dagli stessi Grillo e Lollo ormai latitanti all'estero. Nel 1975, presenziò all'ultima fase del processo che vedeva imputato l'anarchico Horst Fantazzini, interessata alla pubblicazione di quello che poi sarà il racconto autobiografico di quest'ultimo, pubblicato da Giorgio Bertani e curato da Soccorso Rosso Militante su quanto accaduto durante il fallito tentativo di evasione dal carcere di Fossano, nel 1973.
A partire dalla fine degli anni settanta Rame partecipò al movimento femminista: cominciò a interpretare testi di propria composizione come Tutta casa, letto e chiesa, Grasso è bello!, La madre. Nel 1971 sottoscrisse la lettera aperta pubblicata sul settimanale L'Espresso sul caso Pinelli.

#### Lo stupro
Il 9 marzo 1973 Franca Rame fu costretta a salire su un furgoncino da cinque uomini appartenenti all'area dell'estrema destra, dai quali fu poi stuprata a turno e torturata. La vicenda fu ricordata a distanza di tempo nell'opera Lo stupro, del 1981, parte dello spettacolo Tutta casa, letto e chiesa. Il procedimento penale si concluse solo nel febbraio 1998, comportando la prescrizione del reato. L'esponente dell'estrema destra milanese Biagio Pitarresi, confermando quanto detto nel 1988 dal neofascista e criminale comune Angelo Izzo, ha dichiarato in quell'anno che lo stupro fu "ispirato" da alcuni ufficiali della Divisione Pastrengo dei Carabinieri e citò alcuni nomi degli stupratori: Angelo Angeli, "un certo Muller" e "un certo Patrizio", neofascisti coinvolti nel traffico d'armi, che agivano come agenti provocatori negli ambienti di sinistra e come informatori dei carabinieri.
Il generale dei Carabinieri Nicolò Bozzo, riguardo a questa vicenda, affermò che "un crimine del genere non nasce a livello locale", suggerendo dunque che dietro l'avvenimento ci fosse "una volontà molto superiore" rispetto a quella dell'allora comandante della Pastrengo, Giovanbattista Palumbo (iscritto alla P2). Bozzo ha inoltre confermato che la notizia dello stupro fu accolta con "manifestazioni di contentezza". Durante l'inchiesta sulla strage di Bologna venne trovato un appunto dell'ex dirigente dei Servizi Gianadelio Maletti, che raccontava di un violento litigio tra due generali: Giovanbattista Palumbo e Vito Miceli (capo del Servizio Informazioni Difesa, dal 18 ottobre 1970 al 30 luglio 1974 e coinvolto nell'eversione nera, poi deputato del Movimento Sociale Italiano e dipendente dal Ministro della Difesa Mario Tanassi). Palumbo stesso, si leggeva nella nota di Maletti, durante la lite aveva rimproverato a Miceli l'"azione" contro Franca Rame. La datazione di tale litigio è tuttavia incerta: secondo il pm Mancuso l'appunto lo collocherebbe "nei primi mesi del 1970", cioè prima dello stupro, e si parlerebbe di "un'azione illegale nei confronti della compagine teatrale di Dario Fo e Franca Rame". La data è precedente anche all'inizio dell'incarico di Miceli a capo del SID.

#### Attività nelle istituzioni

Dario Fo e Franca Rame

Nel 1999 Franca Rame ricevette la laurea honoris causa da parte dell'Università di Wolverhampton insieme con Dario Fo. Nelle elezioni politiche del 2006 si candidò capolista al Senato in Piemonte, Lombardia, Veneto, Emilia-Romagna, Toscana e Umbria tra le file dell'Italia dei Valori. Venne eletta senatrice in Piemonte. Sempre nel 2006, Antonio Di Pietro la propose come Presidente della Repubblica: raccolse ventiquattro voti.
Lasciò il Senato nel 2008, dichiarando che le «istituzioni mi sono sembrate impermeabili e refrattarie a ogni sguardo, proposta e sollecitazione esterna, cioè non proveniente da chi è espressione organica di un partito o di un gruppo di interesse organizzato». Tuttavia sarà candidata alle elezioni regionali lombarde del 2010 nel listino bloccato del candidato presidente della Federazione della Sinistra Vittorio Emanuele Agnoletto senza essere eletta. Nel 2009 scrisse assieme al marito Dario Fo la sua autobiografia intitolata Una vita all'improvvisa. Tra dicembre 2011 e marzo 2012 con il marito riportò in scena Mistero buffo in una serie di spettacoli nel nord Italia.

### Morte

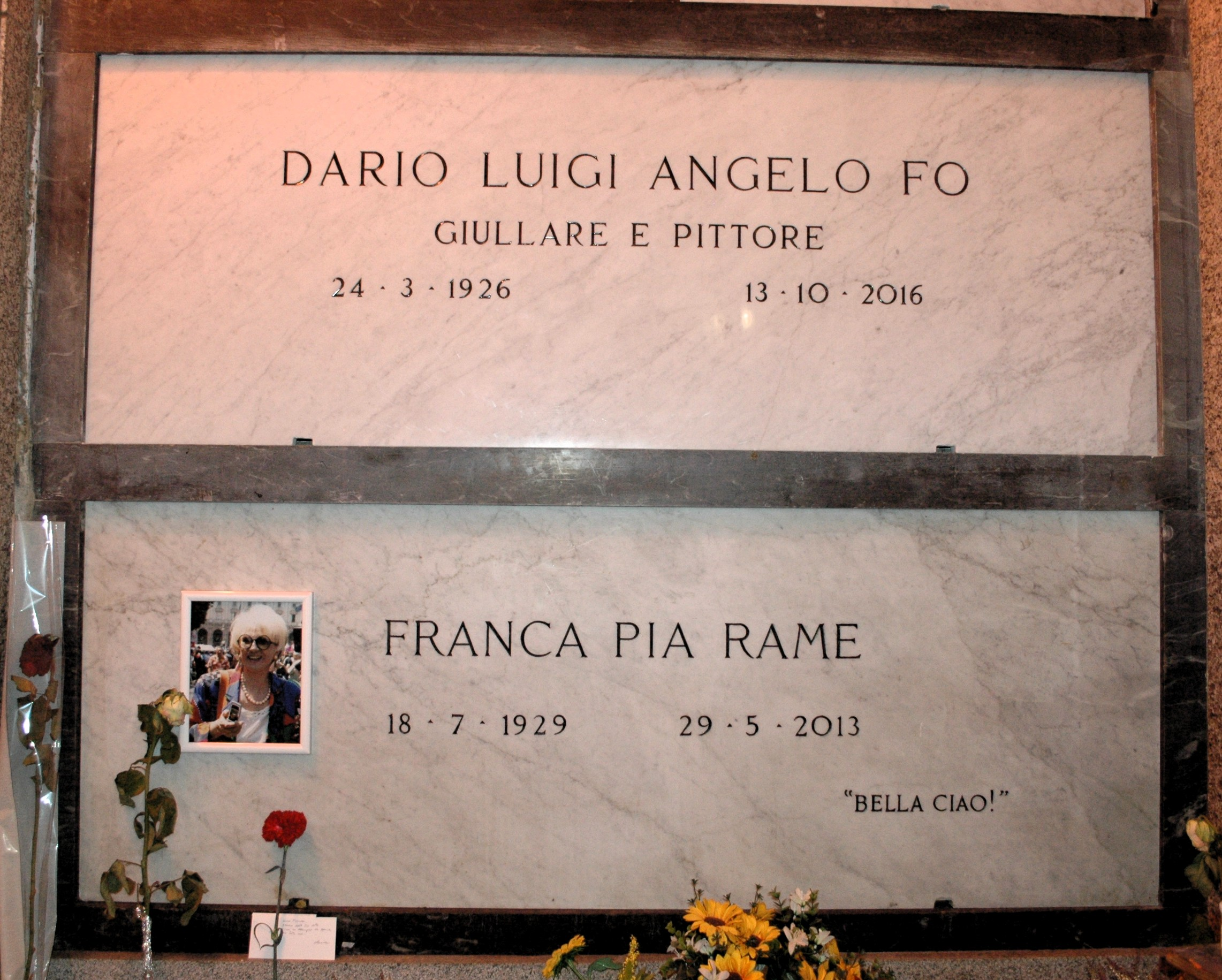
Tombe di Dario Fo e Franca Rame nella Cripta del Famedio del Cimitero Monumentale di Milano

Il 19 aprile 2012 venne colpita da un ictus e ricoverata d'urgenza al policlinico di Milano. È morta il 29 maggio 2013, nella sua abitazione in corso di Porta Romana a Milano, a 83 anni. È tumulata nella cripta del Famedio del cimitero monumentale di Milano, insieme al marito Dario Fo e a fianco del suo amico Enzo Jannacci.

## Archivio personale
L'archivio di Franca Rame e Dario Fo è stato depositato nell'Archivio di Stato di Verona.

## Intitolazioni
La giunta comunale di Milano ha deciso di intitolare all'attrice lo spazio verde tra le vie Vittorio Gassman, Ugo Tognazzi e Roberto Tremelloni.

## Filmografia
- Ha fatto 13, regia di Carlo Manzoni (1951)
- Lo sai che i papaveri, regia di Marcello Marchesi e Vittorio Metz (1952)
- Rosso e nero, regia di Domenico Paolella (1955)
- Lo svitato, regia di Carlo Lizzani (1956)
- Rascel-Fifì, regia di Guido Leoni (1957)
- La zia d'America va a sciare, regia di Roberto Bianchi Montero (1957)
- Il cocco di mamma, regia di Mauro Morassi (1957)
- Amarti è il mio destino, regia di Ferdinando Baldi (1957)
- Caporale di giornata, regia di Carlo Ludovico Bragaglia (1958)
- Follie d'estate, regia di Edoardo Anton e Carlo Infascelli (1963)
- Amore e alfabeto, episodio di Amore in quattro dimensioni, regia di Massimo Mida (1964)
- Il mondo è dei ricchi, episodio di Extraconiugale, regia di Mino Guerrini (1964)
- Una lepre con la faccia di bambina – miniserie TV, regia di Gianni Serra (1989)

## Televisione
Oltre alla partecipazione, poi interrotta, alla trasmissione Canzonissima 1962, Franca Rame partecipò in televisione ad alcune serie della rubrica pubblicitaria televisiva Carosello:
- nel 1958 insieme a Dario Fo e a Giacomo Furia sponsorizzò la margarina Flavina Extra per l'Agip;
- nel 1960 con Aroldo Tieri sponsorizzò il latte Zignago; con Dario Fo, Mimmo Craig e Antonio Cannas, l'acqua minerale Lora delle Terme di Recoaro;
- nel 1962 con Dario Fo, Luigi Pistilli e Piero Nuti ancora l'acqua minerale Lora;
- nel 1963 con Dario Fo, gli elettrodomestici Zoppas.

Il ritorno in televisione di Dario Fo e Franca Rame avvenne nel 1980, nel programma Buonasera con... Franca Rame su Rai 2 e in seguito nel 1988, con Trasmissione forzata su Rai 3.

## Prosa televisiva Rai
- La professione della signora Warren di George Bernard Shaw, prosa, regia di Giorgio Albertazzi, trasmessa il 21 dicembre 1981.

## Teatro
- La Genoveffa di Brabante a 8 giorni, fra le braccia della madre Emilia (1929)
- Ghe pensi mi di Marcello Marchesi al Teatro Olimpia di Milano (1950)
- Sette giorni a Milano di Spiller e Carosso al Teatro Odeon di Milano (1951)
- I fanatici di Marchesi e Mez al Teatro Nuovo di Milano (1952)
- Non andartene in giro tutta nuda di Feydeau al Teatro Arlecchino di Roma, atto unico da "Tutto il mondo ride" (1957)
- Tre e simpatia di Amurri-Faele-Zapponi al Teatro Olimpia di Milano (1957)
- Ladri, manichini e donne nude spettacolo di farse con testi di Fo e Feydeau (1957-1958)
- Comica finale di Dario Fo (1957-1958)
- Gli arcangeli non giocano a flipper di Dario Fo (1959)
- Aveva due pistole con gli occhi bianchi e neri di Dario Fo (1960)
- Chi ruba un piede è fortunato in amore di Dario Fo (1961)
- Isabella, tre caravelle e un cacciaballe di Dario Fo (1963)
- Settimo: ruba un po' meno! di Dario Fo (1964)
- La colpa è sempre del diavolo di Dario Fo (1965)
- La Signora è da buttare! di Dario Fo (1967)
- Grande pantomima per pupazzi piccoli e medi di Dario Fo (1968)
- L'operaio conosce 300 parole, il padrone 1.000, per questo lui è il padrone di Dario Fo (1969)
- Legami pure, che tanto io spacco tutto lo stesso di Dario Fo (1969)
- Vorrei morire anche stasera se dovessi pensare che non è servito a niente di Dario Fo (1970)
- Tutti uniti! Tutti insieme! Ma, scusa, quello non è il padrone?! di Dario Fo (1971)
- Fedayn di Dario Fo (1972)
- Basta con i fascisti (1973)
- Guerra di popolo in Cile (1973)
- Non si paga! Non si paga! (1974)
- Mistero Buffo di Dario Fo (1975)
- Il Fanfani rapito (1975)
- La marijuana della mamma è la più bella (1976)
- Tutta casa, letto e chiesa di Dario Fo e Franca Rame (1977)
- Clacson, trombette e pernacchi di Dario Fo (1981)
- Coppia aperta, quasi spalancata di Dario Fo (1983)
- Quasi per caso una donna, Elisabetta di Dario Fo (1984)
- Arlecchino. Hellequin. Harlekin. Arlekin (1986)
- Il ratto della Francesca di Dario Fo (1986)
- Il Papa e la strega di Dario Fo (1990)
- Zitti! Stiamo precipitando! di Dario Fo (1990)
- Una giornata qualunque (1990)
- L'eroina (1991)
- Grasso è bello (1991)
- Settimo: ruba un po' meno n° 2 (1992)
- Mamma! I sanculotti! (1993)
- Sesso? Grazie, tanto per gradire! (1994)
- Il diavolo con le zinne (1997)
- Leonardo e il cenacolo in veste di suggeritrice (1999)
- Da tangentopoli alla irresistibile ascesa di Ubu Bas (2002)
- Ubu Bas va alla guerra (2003)
- L'anomalo bicefalo (2003)
- Caravaggio al tempo di Caravaggio partecipazione (2003)
- Sant'Ambrogio e l'invenzione di Milano (2009)
- Picasso desnudo (2012)

## Riconoscimenti
- Premio Flaiano sezione teatro[24]
  - 2000 – Alla carriera